# Широкий Луг (Закарпатская область)
Широ́кий Луг (укр. Широкий Луг) — село в Нересницкой сельской общине Тячевского района Закарпатской области Украины.
Население по переписи 2001 года составляло 1964 человека. Почтовый индекс — 90516. Телефонный код — 3134. Занимает площадь 0,721 км². Код КОАТУУ — 2124488401.

## Знаменитые уроженцы и жители
- Мидянка, Пётр Николаевич — украинский поэт, педагог, член Национального союза писателей Украины, лауреат Национальной премии имени Тараса Шевченко (2012)
- Орос, Ярослав Николаевич — украинский прозаик, журналист.